# Filip Josef z Orsini-Rosenbergu
Filip Josef hrabě z Orsini-Rosenbergu (německy Philipp Joseph Anton Xaver Graf von Orsini-Rosenberg, 24. června 1691 Vídeň – 6. února 1765 Vídeň) byl rakouský šlechtic a diplomat ve službách Habsburků. Od mládí zastával funkce u dvora a ve státní správě, vynikl především za války o rakouské dědictví, kdy byl pověřen diplomatickými misemi do řady evropských zemí (Prusko, Holandsko, Velká Británie, Rusko). Nakonec byl v letech 1753–1764 velvyslancem v Benátské republice. Kromě statků v Korutansku vlastnil také majetek na Moravě (Brumov).

## Životopis

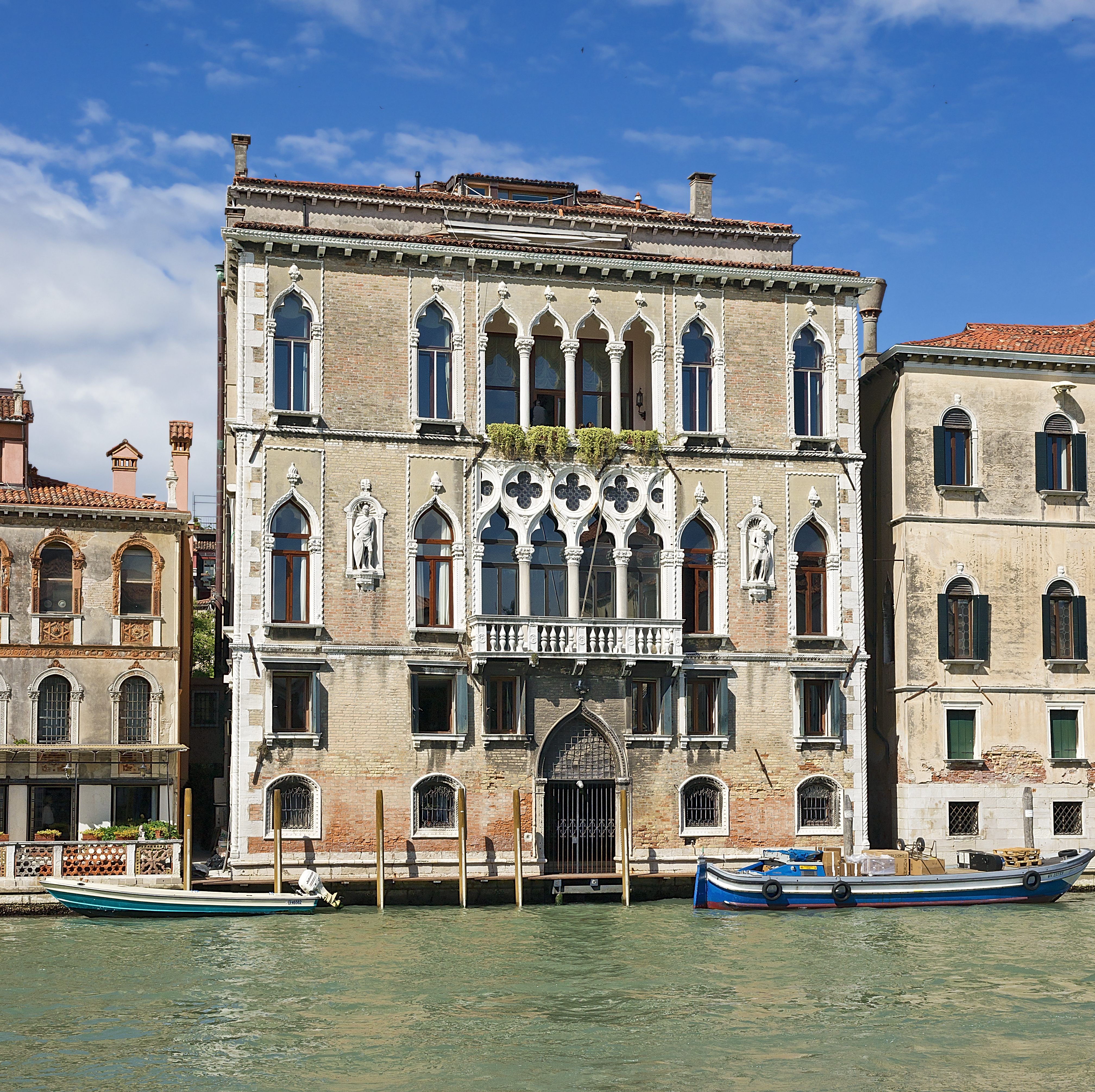
Palác Palazzo Loredan dell'Ambasciatore, velvyslanecká rezidence Filipa Josefa z Orsini-Rosenbergu v Benátkách v letech 1753–1764

Pocházel ze šlechtického rodu Orsini-Rosenbergů, narodil se jako nejmladší syn hraběte Volfanga Ondřeje z Orsini-Rosenbergu (1626–1695) z jeho třetího manželství, po matce Ernestině Faustině z Montecuccoli (1663–1703) byl vnukem vojevůdce knížete Raimunda Montecuccoliho. Po úmrtí otce byl vychováván matkou, jeho vzdělání bylo zaměřeno především na obchod a finance, studoval mimo jiné v Salcburku. 
V roce 1711 se zúčastnil volby a korunovace Karla VI. římským císařem ve Frankfurtu a při té příležitosti byl jmenován císařským komorníkem. V roce 1713 byl členem diplomatické mise do Lisabonu. Poté byl jmenován radou dvorské komory a od roku 1721 byl prezidentem dvorské komory v dočasně obsazeném Srbsku. Později žil několik let v soukromí na svých statcích, do diplomatických služeb jej znovu povolala Marie Terezie v době války o rakouské dědictví.
Po uzavření míru s Pruskem byl v roce 1744 několik měsíců vyslancem v Berlíně, již v červnu 1744 byl přeložen do Ruska. V Petrohradě měl za úkol obnovit důvěru carevny Alžběty Petrovny, která předchozího rakouského vyslance Botta Adornu obvinila z intrik proti ruskému dvoru. Orsini-Rosenberg strávil v Rusku rok a půl, v listopadu 1745 byl ve funkci vyslance přeložen do Haagu, kde měl za úkol přimět nizozemské generální stavy k zapojení do další fáze války o rakouské dědictví. V roce 1746 krátce pobyl v Londýně a v letech 1746–1748 byl vyslancem v Lisabonu. Na jaře 1748 se vrátil do Vídně a nějakou dobu žil u císařského dvora, v letech 1750–1753 byl prezidentem zemské reprezentace (tj. místodržitelem) v Dolním Rakousku. Nakonec byl v roce 1753 jmenován vyslancem v Benátské republice, kde strávil jedenáct let. V Benátkách byl jeho rezidencí palác Palazzo Loredan dell'Ambasciatore, k jehož pronájmu uzavřel výhodnou smlouvu na třicet let, takže jej užívalo i několik jeho nástupců. Na vlastní žádost byl odvolán v roce 1764 a krátce poté zemřel ve Vídni.

## Majetkové a rodinné poměry
Kromě statků zděděných po otci získal další majetek po svých předčasně zemřelých příbuzných, bratru Leopoldu Antonínovi (1693–1706) a synovci Karlu Josefovi (1695–1718), takže nakonec vlastnil celkem deset panství v Korutansku, z nichž část byla vázána statutem fideikomisu. Do jeho majetku patřila panství Grafenstein, Lerchenau (respektive Altgrafenstein), Welzenegg, Keutschach nebo Sonnegg. Po otci byl také držitelem inkolátu na Moravě a držitelem panství Brumov v Beskydech. Na brumovském panství v té době vládly složité majetkoprávní poměry, největší část se zříceninou hradu vlastnil Filip Josef z Orsini-Rosenbergu. Svůj podíl na brumovském panství v roce 1728 prodal uherské rodině Illésházyů, která touto akvizicí zaokrouhlila své državy na Vsetínsku.
Filip Josef byl dvakrát ženatý. Poprvé se oženil v roce 1712 s hraběnkou Marií Dominikou z Kounic (1689–1756), dámou Řádu hvězdového kříže, dcerou moravského šlechtice a vlivného diplomata Dominika Ondřeje z Kounic. Tímto sňatkem získal vlivné příbuzenské vazby, které se promítly i do pozdní fáze jeho diplomatické kariéry. Dlouholetý post rakouského velvyslance v Benátské republice zastával v době, kdy jeho synovec Václav Antonín z Kounic byl již státním kancléřem. Podruhé se Filip Josef oženil v Benátkách v roce 1758 s anglickou šlechtičnou Justinou Wynne (1732–1791), která byla mladší o čtyřicet let. Proslula jako duchaplná a vzdělaná žena se sklony k literárním aktivitám a dlouhodobě patřila k významným osobnostem benátské vyšší společnosti. Z prvního manželství se narodilo sedm dětí.
- 1. Marie Anna Františka (1717–1760) ∞ 1743 Jiří Ehrenreich hrabě z Wurmbrand-Stuppachu (1719–1786)
- 2. Josefa Kateřina (1718–1758)
- 3. Marie Anna (1719–1756) ∞ 1747 František hrabě z Thurn-Valsassiny (1718–1766), c. k. tajný rada, komoří, nejvyšší hofmistr toskánského velkovévody Petra Leopolda
- 4. Vincenc Ferrerius (1722–1794), c. k. tajný rada, komoří, místodržitel v Kraňsku a Korutansku, ∞ 1756 Marie Juliana hraběnka ze Stubenbergu (1738-1804)
- 5. Marie Antonie (1723–1762) ∞ 1741 Jan Gottfried Heister (1715–1800), c. k. tajný rada, komoří, místodržitel v Tyrolsku, rytíř velkokříže Řádu sv. Štěpána
- 6. Zikmund Ondřej (*1725)
- 7. Marie Ernestina (1729–1764), ∞ 1756 Karel hrabě Ujfalussy (†1765), c. k. plukovník